# Turszunaj
Turszunaj (ros. Туршунай) – wieś w Rosji, w Dagestanie, w rejonie babajurtowskim. W 2010 liczyła 1238 mieszkańców, głównie Awarów.